# 神宮教
神宮教（じんぐうきょう、旧字体：神󠄀宮敎）とは、伊勢信仰である伊勢講を母体とした教派神道の一派である。正式には1882年（明治15年）に教派神道の一派となり1899年（明治32年）に神宮奉斎会（じんぐうほうさいかい、旧字体：神󠄀宮奉齋會）へと発展改組した。

## 伊勢信仰の布教母体
1872年（明治5年）7月20日に伊勢神宮の少宮司で教部省にも所属した浦田長民が神宮教会の設立を願い出て、10月には教学のための神宮教院の届を出し、教徒のための講社を設け、従来の伊勢講（太々講）を基盤に神宮教会の傘下とし再編成を行った。神宮教院は神宮教会の中枢として設けられた。
1873年（明治6年）、伊勢神宮の大宮司である本庄宗秀による2000両の献金をもとに、全国の教会の模範となる説教館を設置し、8月には時擁館と名付けられ明治神宮内の神宮教会を意味した届け出は3月で、開館は10月1日である。各地の講社は愛国講社などと称したが、1873年（明治6年）10月には統一され神風講社となる。
1873年（明治6年）7月から12月の神宮教会の巡教では、企画は浦田、説教者は本庄やほかの教導職が行い、連日多いときには9000人余りそうでなくとも数百から2000人程度の聴衆が集まった。
大教院が瓦解すると、浦田の教化策に従い、東京に出張所を設け全国の各教区に本部教会1つと支部教会を置いた。

## 教派神道としての独立
1882年（明治15年）の「明治十五年一月二十四日内務省達乙第七号」によって祭祀を司る神官と、布教を行う教導職との兼補を廃止される。この直後に神宮司庁と神宮教院を分離したが、この神宮教院が神道神宮派という教派神道の一派となった。浦田が1877年（明治10年）に退任したあと教化に努めた田中頼庸が初代官長に就任する。10月5日には、教派神道の各派が派名で独立していたが、分派ではないとしてそれぞれ教団名にした。
1882年（明治15年）、神宮大麻と神宮暦の製造と頒布は、神宮教院への委託と取り決めたが、翌年、製造は神宮司庁が担うと改め、神宮教院は頒布を担った。

## 東京大神宮
1882年（明治15年）に東京日比谷の神宮司庁東京出張所の所有の不動産は神宮教院の所有となり、伴って神宮遥拝殿は、神宮教院の所有となり大神宮祠（通称、日比谷大神宮）と改称され、震災による焼失の後東京大神宮となった。

## 神宮奉斎会を経て神社本庁への発展改組
1899年（明治32年）9月24日には、国家神道の確立とともに活動の余地が狭まり、また国家事業である神宮大麻の頒布を一つの教派にゆだねることへの批判から、崇敬者による団体である財団法人神宮奉斎会と改組された。神道指令に伴い、1946年（昭和21年）1月23日、大日本神祇会、皇典講究所、神宮奉斎会の3団体が中心となり、神社本庁を設立する。

## 現在
現在、兵庫県丹波篠山市に同名の宗教団体がある。こちらは戦前の神宮教の直接の後継団体ではないが伊勢太神宮分霊を祭神とし、神社本庁別表神社である生田神社宮司の日置春文を管長とするなど伊勢神宮・神社本庁と無関係に設立されているわけでもない。

## 官長
- 初代管長 田中頼庸 伊勢神宮の大宮司[2]。